# Nybränningen
Nybränningen är en sjö i Töreboda kommun i Västergötland och ingår i Motala ströms huvudavrinningsområde. Sjöns area är 0,025 kvadratkilometer och den befinner sig 140,2 meter över havet.